# Pelastoneurus ineditus
Pelastoneurus ineditus är en tvåvingeart som beskrevs av Octave Parent 1933. Pelastoneurus ineditus ingår i släktet Pelastoneurus och familjen styltflugor.
Artens utbredningsområde är Kongo. Inga underarter finns listade i Catalogue of Life.